# Ojtozi csata (1917)

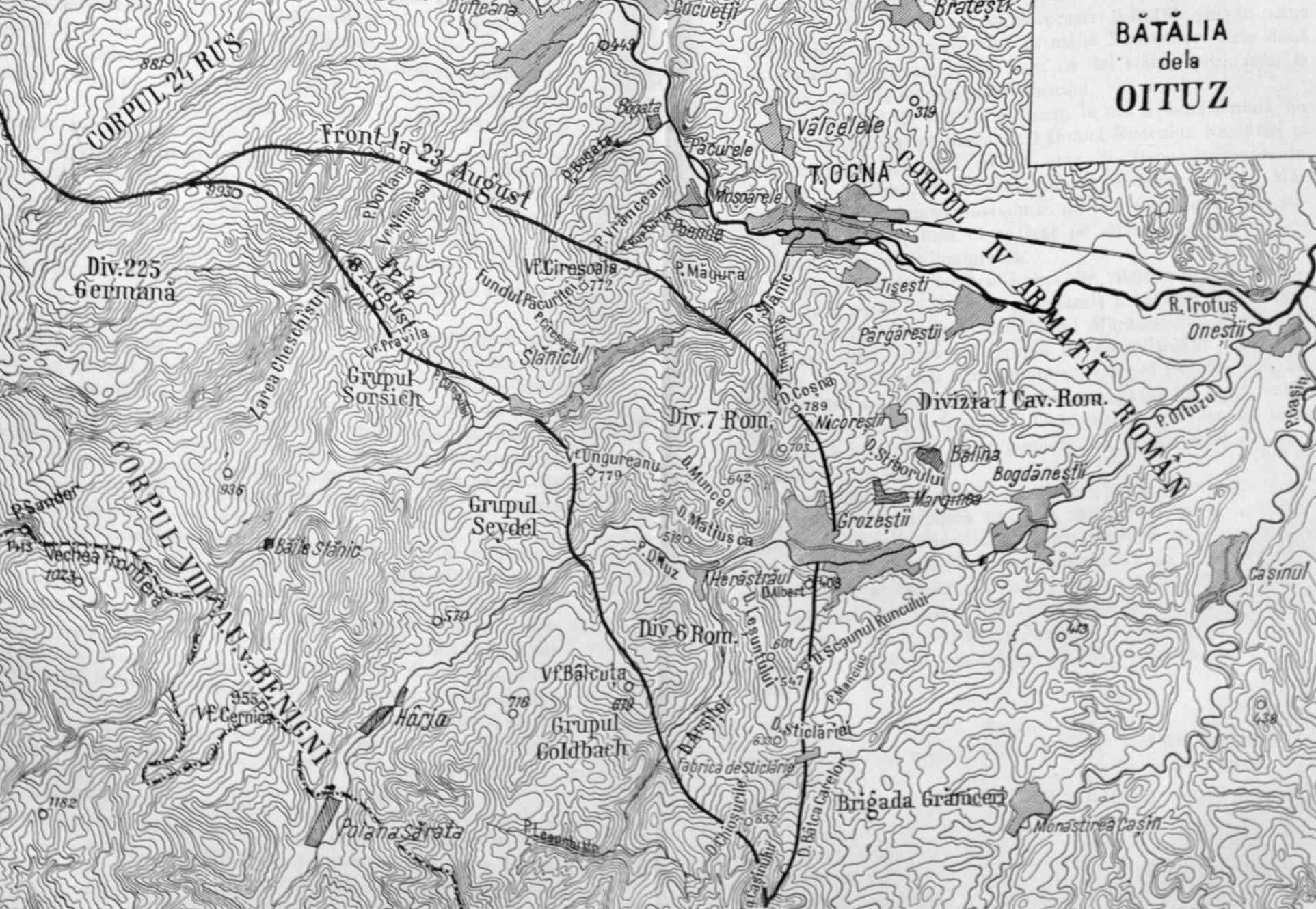
Az ojtozi front az augusztusi hadműveletek előtt és után

A második ojtozi csata az első világháború román frontjának egyik összecsapása volt 1917. augusztus 8-20 között. A csatát az osztrák-magyar és német csapatok támadása váltotta ki, akik Mărășeștinél és az Ojtoz-patak völgyében párhuzamosan indítottak offenzívát a még román uralom alatt levő Moldva elfoglalására. A központi hatalmak hadműveletei azonban nem vezettek eredményre, így a romániai frontvonal egészen 1918 tavaszáig, a fegyverszünet megkötéséig megmerevedett.

## Előzmények
Románia 1916. augusztus 27-én lépett be az első világháborúba, megtámadva az Osztrák-Magyar Monarchiát. Habár a háború első hónapja román sikereket hozott magával, a központi hatalmak ellentámadása visszavetette a román hadsereget, december 6-ra már maga a román főváros, Bukarest is elesett.
1917. nyarára már csak a történelmi Moldva maradt a román kormány ellenőrzése alatt. A szorult helyzetben, 1917. júliusában a románok – orosz csapatokkal megerősítve – ellentámadásba lendültek Mărăşti térségében, visszafoglalva tíz falut, de a párhuzamosan zajló Kerenszkij-offenzíva kudarca miatt kénytelenek voltak leállítani a támadást.
A központi hatalmak 1917 augusztusában döntő támadásra szánták el magukat. A haditerv szerint egyszerre kellett előrenyomulniuk a frontvonal déli szakaszán, Mărășești térségében és a Keleti-Kárpátok irányából kitörni a Moldvai-hátságra. A Kárpátokban indítandó hadművelet kiindulási pontjául az Ojtoz-patak völgyét jelölték ki. A támadásban részt vevő két osztrák-magyar lovashadosztály, két gyaloghadosztály és egy német gyaloghadosztály főparancsnokságával Rohr Ferenc tábornokot bízták meg. Velük szemben a 2 román hadsereg hat gyaloghadosztálya látta el a völgy védelmét.

## A csata
Az osztrák-magyar-német hadművelet megkezdését egy négyórás tüzérségi előkészítés előzte meg. Az osztrák-magyar gyalogcsapatok ezt követően a katonailag megerősített Pravila-csúcs ellen indítottak támadást, melyet négyszer rohamoztak meg, de nem sikerült bevenniük. A német 117. gyaloghadosztály ezalatt sikeresen elfoglalta az Ungureanu-csúcsot, de további előnyomulását a románok ellenállása meghiúsította. A román 4. hadtest még aznap éjjel ellentámadásba lendült a német csapatok vonalán és sikeresen visszafoglalta az elvesztett terület egy részét. Másnap délután azonban a központi hatalmak csapatainak közös támadása visszavetette a románokat, akik kénytelenek voltak feladni a Pravila-csúcsot és Gorzafalva falut.
A románok visszavonulása csak augusztus 11-én ért véget, amikor a frissen csatatérre érkezett 1. román lovashadosztály sikeresen visszafoglalta Gorzafalvát. Augusztus 12-én a román hegyivadászalakulatok az orosz 195. gyaloghadosztály támogatásával heves harcok árán elfoglalták a Cireşoaia-csúcsot, augusztus 13-án visszafoglalták a Kosna-csúcsot is, amelyet megtartottak az ismétlődő német támadások ellen.
A harcok augusztus 16-ig szüneteltek, amikor a 2. román határvadász hadtest újabb támadást indított elfoglalva a Runcu-csúcsot. Augusztus 19-én a központi hatalmak csapatai megindították utolsó offenzívájukat, a Kosna-csúcs bevételére összpontosítva, melyet sikerrel végre is hajtottak, de a román csapatok még aznap éjjel egy ellentámadással sikeresen visszaszerezték az elveszett terület egy részét, melynek következtében a központi hatalmak hadvezetősége letett a hadművelet folytatásáról, annál is inkább mivel időközben a mărăşeşti-i hadművelet is kudarcba fulladt.
Az ojtozi csatában a központi hatalmak csak egy 2–6 km-es előrenyomulást tudtak kieszközölni és nem sikerült kitörniük a Tatros folyó völgyébe sem, amelynek elérése esetén bekerítéssel fenyegethették volna a Dél-Moldvában harcoló román csapatokat. A csatát követően a frontvonal megmerevedett és nem is változott lényegesen 1918 tavaszáig, a fegyverszüneti szerződés megkötéséig.